# Araceli Ardón
Araceli Ardón (n. San Miguel de Allende, Guanajuato; 21 de enero de 1958) es una escritora mexicana.

## Biografía
Araceli Ardón nació en San Miguel de Allende el 21 de enero de 1958, aniversario del natalicio de Ignacio Allende, héroe insurgente cuyo nombre ostenta la misma ciudad del centro de México. Estudió la licenciatura en Ciencias de la Comunicación en el Tecnológico de Monterrey, Campus Querétaro, graduándose en 1983 con una mención honorífica por parte de la institución. En el mismo campus del Tecnológico de Monterrey, trabajó como profesora de Literatura Hispanoamericana, Redacción, Español para Extranjeros, Literatura Universal y Edición de Revistas, tanto a nivel preparatoria como profesional, de 1980 a 1999.
Vivió dos años (1984-1985) en la ciudad de Boston, Massachusetts, donde asistió a cursos de Literatura Hispanoamericana al mismo tiempo que trabajó como freelancer para el periódico en español El Mundo, traductora en diversas instituciones, y directora y fundadora de la revista mensual Comunicación, dirigida a la comunidad latinoamericana del área de Boston. A su regreso en Querétaro, fundó y dirigió la editorial Comunicación del Centro, que publicó la revista cultural Ventana de Querétaro (1986-1989). Desde 1986 ha impartido cursos a estudiantes de diferentes universidades estadounidenses en México. En 1988 fue invitada como instructora visitante de Español como Segunda Lengua por la Universidad de Oregón.
Interesada siempre en la promoción de la lectura, en 1990 adaptó cuentos clásicos para niños a un lenguaje moderno y accesible en el tomo Cuentos Universales, coeditado por Comunicación del Centro y el Gobierno del Estado de Querétaro para obsequiarlo a los niños y estimular su interés por la lectura.
Dirigió el Museo de Arte de Querétaro, enclavado en el antiguo Convento de San Agustín, de 1999 a 2006. Organizó alrededor de 200 exposiciones temporales y supervisó la realización de cientos de actividades cada año. En el año 2000 tomó el curso de Gestión de Museos y Patrimonio Cultural en el Museo de América en Madrid, con una beca del Ministerio de Educación y Cultura de España.
De 2007 a 2009 fue profesora visitante y artista en residencia en el Westmont College, de Santa Bárbara, California, en el Departamento de Lenguas Modernas. Fue directora de la Fundación DRT, fundación cultural con sede en Querétaro, de 2009 a 2013.
Ha participado en el Festival Internacional de Escritores y Literatura en San Miguel de Allende. En el año 2012, el festival, que tenía más énfasis en obras escritas en inglés, decidió incluir también escritores en castellano. Elena Poniatowska y Araceli Ardón fueron las primeras escritoras mexicanas invitadas en ese año. En los años siguientes, Ardón ha seguido asistiendo al festival, ofreciendo lecturas y talleres.
A partir de 2014 ha sido miembro de Código Áureo, galería y gestión cultural. De 2016 a principios de 2018 fue Coordinadora del Centro de las Artes de Querétaro.
Actualmente se dedica de tiempo completo a escribir y ofrecer conferencias y talleres literarios.

### Membresías
- Miembro de la Mesa Directiva de Interamerican University Studies Institute, con sede en Eugene, Oregón.
- Miembro fundador del Consejo de la Comisión Estatal de Derechos Humanos de Querétaro, en el que colaboró durante dos periodos.
- Miembro de la Asociación de Mujeres EXATEC de Querétaro.
- Miembro del Patronato de la Orquesta Filarmónica de Querétaro.
- Miembro de la Asociación Mundial de Mujeres Periodistas y Escritoras (presidenta del capítulo Querétaro 1990-1995).
- Miembro de la Asociación de Amigos del Museo de Arte de Querétaro (presidenta 1995-1999).
- Miembro de la Corresponsalía Querétaro del Seminario de Cultura Mexicana (presidenta 2000-2006, 2010-2014).
- Miembro de Sigma Delta Pi, Sociedad Nacional Honoraria Hispánica.
- Miembro de American Literary Translators Association (ALTA).

### Premios
- En 1988 obtuvo el Premio Nacional Rosario Castellanos.[1]
- En 2006, el Congreso del Estado de Querétaro le concedió la medalla “Junípero Serra” por su contribución al desarrollo cultural y artístico de Querétaro.[4]

## Obra
Araceli Ardón ha publicado innumerables artículos periodísticos y entrevistas en periódicos y revistas. En 1998, Ediciones Vieira publicó su primera novela, Historias íntimas de la casa de Don Eulogio, que cuenta la historia de Don Eulogio, profesor y poeta, que regresa a casa varios años después de su muerte, y el efecto que este acontecimiento tuvo en sus descendientes, en medio de los cambios de tradiciones y valores de esta ciudad provinciana de espléndidas mansiones y conventos, que encierran secretos inesperados. Don Eulogio fue presentado en la Feria Internacional de Libro de Guadalajara (FIL) en 1999. A esta obra le fue dedicado un programa especial de la Universidad Virtual del Tecnológico de Monterrey, transmitido vía satélite a todo Latinoamérica.
En el año 2001 escribió la biografía Semblanza del filántropo queretano Roberto Ruiz Obregón. En el 2002, el Instituto Electoral de Querétaro publicó su libro para niños La pandilla de Miguel, en la que se exponen los valores de la democracia, y en 2006 salió a la luz el libro de cuentos El arzobispo del gorro azul, una serie de narraciones sobre la vida en el Bajío mexicano durante el siglo XX. Uno de estos cuentos, No es nada mío, fue traducido para incluirse en la antología "Mexico: a Traveler's Literary Companion", editada por Whereabouts Press, en California. Este volumen reúne cuentos de los mejores narradores mexicanos contemporáneos. El cuento, llamado en inglés It is Nothing of Mine recibió una muy buena recepción crítica, entre otros medios, por la National Public Radio, que lo incluyó, en ambos idiomas, en su página web. En el año 2013, el mismo cuento fue publicado en Exile, The Literary Quarterly, en Canadá.
Araceli Ardón ha editado además algunos volúmenes dedicados a la historia y el arte de su ciudad. En particular destaca la compilación del libro Romance de Piedra y Canto (1998), sobre la historia del agua potable y el acueducto de Querétaro. Ha escrito además presentaciones y textos para catálogos y libros de arte. El miércoles 8 de marzo de 2008, en el VII Congreso Internacional de Literatura Hispánica en Cuzco, Perú fue presentada la ponencia Araceli Ardón: Una nueva voz desde el corazón de México por Mary Docter, de Westmont College y Dinora Cardoso, de Pepperdine University.
Como parte de su actividad en la Fundación DRT, en 2010 coordinó la edición del libro conmemorativo de los 40 años del Club de Industriales de Querétaro, Unidad y destino.
Por su relación con el mundo del arte, ha participado como coautora en varios libros relacionados con la plástica, entre los que se encuentran: Fernando Garrido (2007), Opus Liber Unus-Abel García Salinas (2011), Trayecto-Benjamín Hierro (2012), Miradas angelicales (2013); Museo de Arte de Querétaro (2013).
En el año 2012, realizó el proyecto de llenar el centro de Santiago de Querétaro de fragmentos de los poemas más famosos de la lengua española impresos en mamparas de gran formato, acompañados de la publicación del libro Querétaro, ciudad de 100 poemas.
Su interés por la figura de Junípero Serra, la llevó a ser coautora en 2013 del libro Los caminos de Fray Junípero Serra en Querétaro, en ocasión del 300 aniversario del natalicio del hoy santo. En 2014 publicó la biografía de Restituto Rodríguez, pintor originario de San Juan del Río,  y convocó a otros escritores de diversas partes del mundo a colaborar con textos inspirados en la obra del maestro en un volumen llamado Restituto Rodríguez – Surrealista. Con motivo de la canonización de Junípero Serra en 2015, publicó Junípero Serra: santo queretano, mallorquín y californiano, tanto en español como en inglés. El libro fue presentado en la Feria del Libro de Guadalajara en 2015.
En enero de 2018, publicó el libro de cuentos Falsos silogismos de colores, que contiene 15 cuentos protagonizados por mujeres.
Actualmente es columnista de El Universal Querétaro.